# Delloreen Ennis-London
Delloreen Alverna Ennis-London (Macca Tree, 5 maart 1975) is een Jamaicaanse voormalige hordeloopster, die een zilveren medaille won op de 100 m horden tijdens de wereldkampioenschappen van 2005 in Helsinki. Twee jaar later won ze een bronzen medaille op de WK van 2007 in Osaka in een nieuw persoonlijk record van 12,50 s. Ze nam driemaal deel aan de Olympische Spelen, met een vierde plaats als beste resultaat.

## Loopbaan
Ennis-London was een matige hordeloopster, totdat ze in 1999 haar persoonlijk record met 0,56 seconde verbeterde. Dat jaar werd ze ook voor het eerst Jamaicaans kampioene op de 100 m horden. In 2000 werd ze met 12,52 s vierde op de Olympische Spelen van Sydney. Op de Olympische Spelen van Athene, vier jaar later, werd ze met 12,60 uitgeschakeld in de halve finale, weer vier jaar later bij de Olympische Spelen van Peking eindigde ze op de vijfde plaats.
In juli 2013 kondigde Ennis-London aan, dat zij een punt zette achter haar atletiekloopbaan.

## Titels
- Jamaicaans kampioen 100 m horden - 1999, 2000, 2001, 2004, 2005

## Persoonlijke records
| Onderdeel    | Prestatie | Datum            | Plaats |
| ------------ | --------- | ---------------- | ------ |
| 100 m        | 11,77     | 28 april 2005    | Denton |
| 100 m horden | 12,50     | 29 augustus 2007 | Osaka  |

## Prestaties

### Kampioenschappen
| Jaar | Wedstrijd             | Plaats    | Resultaat | Extra |
| ---- | --------------------- | --------- | --------- | ----- |
| 1999 | WK                    | Melbourne | 7e        |       |
| 2000 | IAAF Grand Prix Final | Doha      | 3e        |       |
| 2000 | Olympische Spelen     | Sydney    | 4e        |       |
| 2005 | WK                    | Helsinki  | 2e        |       |
| 2005 | Wereldatletiekfinale  | Monaco    | 3e        |       |
| 2006 | Gemenebestspelen      | Melbourne | 3e        |       |
| 2007 | WK                    | Osaka     | 3e        |       |
| 2007 | Wereldatletiekfinale  | Stuttgart | 3e        |       |
| 2008 | Olympische Spelen     | Peking    | 5e        |       |
| 2008 | Memorial Van Damme    | Brussel   | 1e        |       |
| 2008 | Wereldatletiekfinale  | Stuttgart | 3e        |       |
| 2009 | WK                    | Berlijn   | 3e        |       |

### Golden League- en Diamond League-podiumplekken
| Jaar | Wedstrijd             | Plaats      | Resultaat | Extra        | Tijd    |
| ---- | --------------------- | ----------- | --------- | ------------ | ------- |
| 1999 | Meeting Gaz de France | Saint-Denis | 3e        | 100 m horden | 12,74 s |
| 2000 | Meeting Gaz de France | Saint-Denis | 3e        | 100 m horden | 12,85 s |
| 2000 | Herculis              | Monaco      | 3e        | 100 m horden | 12,68 s |
| 2000 | Memorial Van Damme    | Brussel     | 3e        | 100 m horden | 12,79 s |
| 2005 | ISTAF                 | Berlijn     | 2e        | 100 m horden | 12,74 s |
| 2007 | Bislett Games         | Oslo        | 3e        | 100 m horden | 12,78 s |
| 2007 | Weltklasse Zürich     | Zürich      | 2e        | 100 m horden | 12,68 s |
| 2007 | Memorial Van Damme    | Brussel     | 2e        | 100 m horden | 12,61 s |
| 2007 | ISTAF                 | Berlijn     | 3e        | 100 m horden | 12,69 s |
| 2008 | Golden Gala           | Rome        | 2e        | 100 m horden | 12,62 s |
| 2008 | Meeting Gaz de France | Saint-Denis | 1e        | 100 m horden | 12,66 s |
| 2008 | Memorial Van Damme    | Brussel     | 1e        | 100 m horden | 12,65 s |
| 2009 | ISTAF                 | Berlijn     | 2e        | 100 m horden | 12,98 s |
| 2009 | Golden Gala           | Rome        | 2e        | 100 m horden | 12,67 s |
| 2009 | Memorial Van Damme    | Brussel     | 3e        | 100 m horden | 12,71 s |
| 2010 | Athletissima          | Lausanne    | 3e        | 100 m horden | 12,73 s |

## Prestatieontwikkeling
| Jaar | 100 m horden (in seconden) |
| ---- | -------------------------- |
| 1992 | 13,81                      |
| 1993 | -                          |
| 1994 | -                          |
| 1995 | -                          |
| 1996 | 13,53                      |
| 1997 | -                          |
| 1998 | 13,27                      |
| 1999 | 12,71 (!!!)                |
| 2000 | 12,52                      |
| 2001 | 12,57                      |
| 2002 | -                          |
| 2003 | 12,70                      |
| 2004 | 12,51                      |
| 2005 | 12,57                      |
| 2006 | 12,74                      |
| 2007 | 12,50                      |
| 2008 | 12,54                      |
| 2009 | 12,55                      |
| 2010 | 12,71                      |
| 2011 | 13,04                      |
| 2012 | 13,00                      |
| 2013 | 12,94                      |